# 칸 영화제
칸 영화제(영어: Cannes Film Festival, 프랑스어: Festival de Cannes) 또는 칸 국제 영화제는 프랑스 칸에서 열리는 세계에서 가장 명망 높은 국제 영화제이다. 1946년 9월 20일에서 10월 5일까지 처음으로 개최된 이래, 매년 프랑스 남부 칸의 '팔레 데 페스티발 에 데 콩그레(Palais des Festivals et des Congrès)' 줄여서 '팔레 데 페스티발'에서 보통 5월 경에 개최된다.
베니스 국제 영화제, 베를린 국제 영화제와 함께 유럽 또는 세계 3대 영화제로 불리고, 이에 토론토 국제 영화제, 선댄스 영화제까지 합쳐서 세계 5대 영화제라고 불리기도 한다.
수상 부문은 황금종려상, 감독상, 각본상, 남우주연상, 여우주연상, 심사위원상, 그랑프리 등이 있다.

## 개요

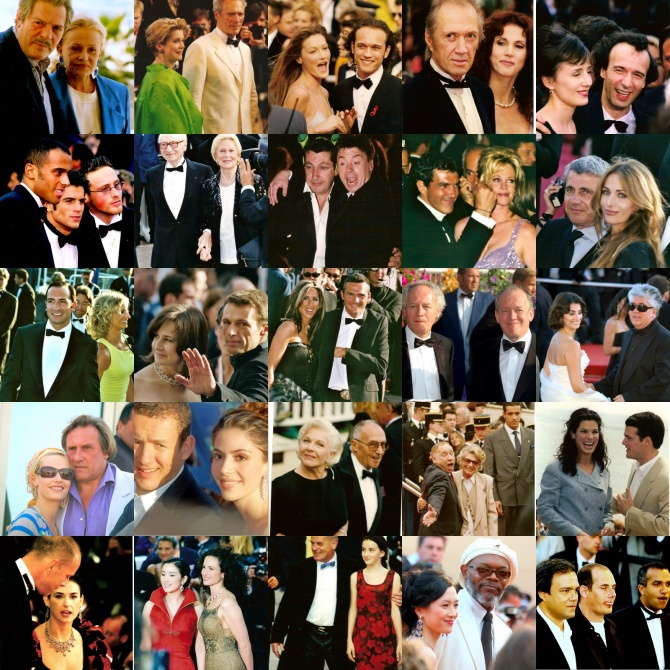
칸 영화제에 참석한 사람들

베를린 영화제, 베니스 영화제와 함께 세계 3대 영화제 중 하나로 여겨진다. 병설되어 있는 국제 전시장도 MIFED, American Film Market와 대등한 세계 3대 시장으로 손꼽힌다. 전시장에는 800개사, 수천명의 영화 제작자(프로듀서), 바이어, 배우 등이 모여, 세계 각국에서 모이는 영화배급사에 신작 영화를 파는 프로모션의 장소가 되고 있다. 특히, 세계 3대 영화제와 세계 3대 시장이 동시에 개최되는 것은 칸느 뿐이기 때문에 전 세계 언론매체로부터 엄청난 주목을 받고 있으며, 매회 전 세계에서 수많은 배우, 영화 제작자가 참석한다.
개최 기간 동안 주전시장을 시작으로 각 영화관에서 영화가 상영되고, 전시회는 각 제작사의 부스에 설명회 파티가 열린다. 앞으로 개봉되는 영화는 물론, 예고편 밖에 할 수 없는 영화와 아직 대본조차 할 수 없는 기획 단계의 영화까지 판매된다. 이 시장은 앞으로의 블록버스터 영화를 예측하고 구매를 결정하는 장으로서의 역할을 한다.

## 역사

### 초창기

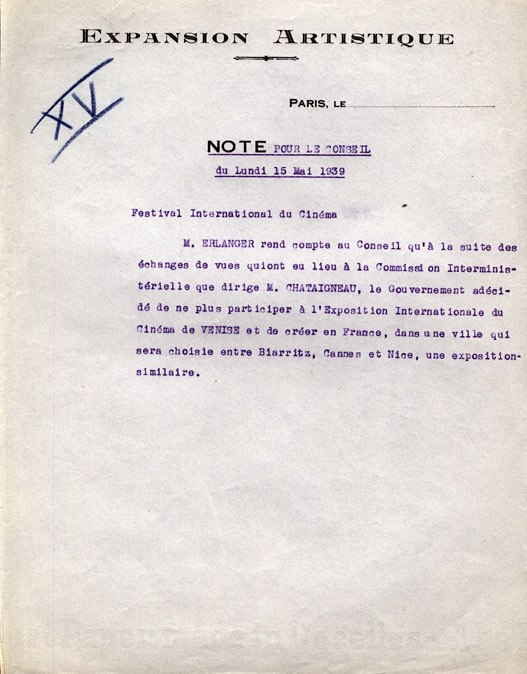
1939년 프랑스 정부가 더 이상 베니스 영화제에 참여하지 않고 대신 비아리츠, 칸 또는 니스에서 자체 영화제를 개최하기로 결정한 것에 대한 문서

칸 영화제는 1938년에 프랑스 교육부 장관 장 제(Jean Zay)가 고위 관료이자 역사학자인 필리프 에를랑제(Philippe Erlanger)와 영화 저널리스트 로베르 파브르 르 브레(Robert Favre Le Bret)의 제안에 따라 국제 영화제를 설립하기로 결정하면서 시작되었다. 이들은 미국과 영국의 지지를 얻었다.
칸 영화제의 창설은 당시 유일한 국제 영화제였던 베니스 영화제에 맞서려는 프랑스의 열망에서 비롯된 것이었다. 당시 베니스 영화제는 파시즘 성향으로 공정성을 잃었다는 비판을 받고 있었다. 1937년 영화제에서는 베니토 무솔리니가 개입하여 프랑스의 평화주의 영화 위대한 환상(La Grande Illusion)이 수상하지 못하도록 조작한 정황이 명백히 드러났다.
결정적인 계기는 1938년 행사였다. 무솔리니와 아돌프 히틀러가 각각 심사위원단의 결정을 무시하고, 무솔리니의 아들이 감독한 이탈리아 전쟁영화 루치아노 세라, 파일럿(Luciano Serra, Pilot)에 최고의 영화상인 '무솔리니 컵(Coppa Mussolini)'을, 나치 독일의 대중계몽선전국가부와 공동 제작한 1936년 베를린 올림픽에 대한 독일 다큐멘터리 영화 올림피아에 최고의 외국 영화상을 수여했다. 이는 당시 규정상 다큐멘터리에는 상을 수여할 수 없다는 조항을 어긴 것이었다.
이에 격분한 프랑스, 영국, 미국 심사위원들은 항의의 의미로 영화제에서 철수했고, 다시는 참가하지 않겠다는 입장을 밝혔다. 이 외면은 프랑스가 자유로운 영화제를 창설하는 계기가 되었다. 그리하여 1939년 5월 31일, 비아리츠를 제치고 칸이 영화제 장소로 최종 선정되었고, 시청과 프랑스 정부는 공식적으로 국제 영화제의 창설을 승인하는 문서(사진)에 서명하며 Le Festival International du Film('국제영화제')이라는 이름으로 영화제가 탄생하였다. 칸이 선정된 이유는 코트다쥐르가 휴양지로서 관광적 매력이 있었고, 시청이 영화제 전용 공간 건립을 포함하여 재정 지원을 확대하겠다고 약속했기 때문이었다.
당시 할리우드의 스타들인 게리 쿠퍼, 캐리 그랜트, 타이론 파워, 더글러스 페어뱅크스 주니어, 마를레네 디트리히, 메이 웨스트, 노마 시어러, 폴 무니, 제임스 캐그니, 스펜서 트레이시, 조지 래프트 등이 메트로 골드윈 메이어에서 전세낸 원양 정기선을 타고 도착했다. 8월 31일, 찰스 로턴과 모린 오하라 주연, 윌리엄 디터리 감독의 미국 영화 노트르담의 꼽추의 비공개 상영과 함께 개막식이 열렸다. 그러나 다음 날인 9월 1일, 독일군이 폴란드를 침공하여 영화제는 10일간 연기되었다. 상황이 허락하면 재개될 예정이었으나, 상황은 악화되었고 9월 3일 프랑스와 영국은 독일에 선전포고를 하면서 제2차 세계대전이 발발했다. 프랑스 정부는 총동원령을 내렸고, 이로 인해 영화제는 끝내 취소되었다.
1946년, 영화제는 재개되었고 21개국이 영화를 출품한 가운데 9월 20일부터 10월 5일까지 제1회 칸 국제영화제가 칸의 옛 카지노에서 열렸다. 1947년에는 효율성 문제 속에 Festival du film de Cannes(칸 영화제)라는 이름으로 개최되었고, 16개국이 참여하였다. 1948년과 1950년에는 예산 문제로 영화제가 열리지 않았다.
1949년에는 라 크루아제트 해변 산책로에 영화제를 위해 특별히 지어진 팔레 데 페스티벌이 개관하였지만, 완공되지 않은 지붕이 폭풍으로 날아가는 사고가 있었다. 1951년에는 가을에 열리는 베니스 영화제와의 직접적인 경쟁을 피하기 위해 영화제 개최 시기를 봄으로 옮겼다.

### 1950년대와 1960년대
1950년대 초, 칸 영화제는 쇼비즈 스캔들과 유명 인사들의 연애 등으로 인해 많은 관광객과 언론의 주목을 받았다. 동시에 영화제의 예술적 측면도 발전하기 시작했다. 영화 선정과 관련된 논란으로 인해, 독창적인 영화와 대담한 감독을 인정하기 위한 비평가상(Critics' Prize)이 제정되었다. 1954년에는 처음으로 특별 심사위원상(Special Jury Prize)이 수여되었고, 1955년에는 기존에 수여되던 'Grand Prix du Festival'를 대신해 황금종려상(Palme d'Or)이 새롭게 만들어졌다. 1957년에는 돌로레스 델리오가 공식 선정 부문 최초의 여성 심사위원으로 참여했다.
1959년에는 '영화 시장(Marché du Film)'이 창설되어 영화제에 상업적 성격이 더해졌고, 영화 산업 내 판매자와 구매자 간의 교류가 원활해졌다. 현재 이 시장은 영화 상업 분야에서 세계 최초의 국제 플랫폼으로 자리 잡았다. 하지만 1950년대에도 일부 뛰어난 작품들이 외교적 우려로 경쟁 부문에서 제외되었다. 예를 들어, 1956년의 밤과 안개(Night and Fog), 1959년의 히로시마 내 사랑(Hiroshima, My Love)이 그러한 사례였다. 당시 세 차례 심사위원장을 맡았던 장 콕토는 "칸 영화제는 정치가 끼어들 여지가 없는 무인지대가 되어야 한다. 그것은 친구들 간의 단순한 만남이어야 한다"고 말했다고 전해진다.
1962년에는 프랑스 영화 비평가 연합이 주도하여 영화제의 첫 번째 병행 부문인 국제 비평가 주간(International Critics' Week)이 탄생하였다. 이 부문의 목표는 상업적 흐름에 휘둘리지 않고 전 세계 신인 감독들의 첫 번째와 두 번째 작품을 소개하는 것이었다. 1965년에는 올리비아 드 하빌랜드가 최초의 여성 심사위원장으로 임명되었고, 이듬해에는 소피아 로렌이 그 자리를 이어받았다.
1968년 영화제는 5월 19일에 중단되었습니다. 카를로스 사우라 와 밀로스 포르만 등 일부 감독들이 경쟁 부문에서 자신의 영화를 철회했습니다. 5월 18일 영화 제작자 루이 말은 감독 그룹과 함께 Palais 의 대강당을 점거하고 프랑스 전역에서 파업 중인 학생들과 노동자들 과 연대하여 상영을 중단시켰으며  당시 Cinémathèque Française 회장의 축출에 항의했습니다. . 영화인들은 대통령의 복직을 이루었고 같은 해에 영화감독협회(SRF)를 창립했습니다.  1969년 Pierre-Henri Deleau가 이끄는 SRF는 전 세계의 영화를 선택하여 프로그램을 구성하는 새로운 비경쟁 섹션인 감독 주간 ( Quinzaine des Réalisateurs )을 만들었으며, 영화 선택에 있어 독립적인 판단력을 보여주는 것이 특징입니다.
1968년 영화제는 5월 19일 중단되었다. 카를로스 사우라와 밀로시 포르만 등의 감독들이 영화 출품을 철회했으며, 5월 18일에는 루이 말을 포함한 감독들이 팔레 대극장을 점거하고 상영을 중단시켰다. 이는 프랑스 전역에서 벌어진 학생 및 노동자들의 총파업과, 당시 프랑스 시네마테크 관장의 해임에 대한 항의였다. 이들의 항의는 관장의 복귀로 이어졌으며, 같은 해에 영화 감독 협회(SRF, Société des Réalisateurs de Films)가 창설되었다. 1969년에는 SRF가 피에르-앙리 들로(Pierre-Henri Deleau)의 주도로 감독주간(Directors' Fortnight, Quinzaine des Réalisateurs)을 창설하였다. 이 부문은 경쟁이 없는 새로운 섹션으로, 전 세계 영화 중 독립적인 시선으로 선정된 작품들을 상영하였다.

### 1970년대와 1980년대
1970년대에는 칸 영화제에 중요한 변화들이 일어났다. 1972년, 로베르 파브르 르 브레(Robert Favre Le Bret)가 새로운 영화제 의장으로 임명되었고, 모리스 베시(Maurice Bessy)가 총괄 집행위원(General Delegate)이 되었다. 그는 참가 영화 선정 방식에 중대한 변화를 도입했는데, 새로운 영화 기법을 환영하고, 외교적 압력에서 벗어나 영화들을 선정하기 시작했다. 매시(MASH)와 이후 불타는 해의 연대기(Chronicle of the Years of Fire)와 같은 작품들이 이러한 전환의 예이다. 어떤 경우에는 이러한 변화 덕분에 안드레이 타르코프스키(Andrei Tarkovsky) 같은 감독들이 자국 내 검열 문제를 극복할 수 있었다. 또한 그 전까지는 각국이 자국을 대표할 영화를 직접 선정했지만, 1972년 베시는 프랑스 영화를 위한 선정위원회와 외국 영화를 위한 또 다른 위원회를 새롭게 구성하였다.
1978년에는 질 자콥(Gilles Jacob)이 총괄 집행위원 자리를 맡으며, 주요 부문에서 최고의 데뷔작에 수여되는 황금 카메라상(Caméra d'Or)을 신설하고, 비경쟁 부문을 위한 ‘주목할 만한 시선(Un Certain Regard)’ 섹션을 도입하였다. 이 외에도 영화제 기간을 13일로 단축하면서 선정되는 영화의 수를 줄였고, 그 전까지는 영화 학자들로 구성되었던 심사위원단에 영화계의 유명 인사들과 전문가들을 포함시키기 시작했다.
1983년에는 칸 영화제를 위한 훨씬 더 큰 규모의 '팔레 데 페스티벌 에 데 콩그레(Palais des Festivals et des Congrès)'가 새로 지어졌고, 감독주간은 구 건물에 그대로 남아 있었다. 새 건물은 ‘벙커(The Bunker)’라는 별명을 얻었고, 이는 많은 비판을 불러일으켰다. 특히 행사 시점에도 건물이 완전히 완공되지 않았고 여러 기술적 문제가 발생했기 때문이다. 1984년에는 피에르 비오(Pierre Viot)가 로베르 파브르 르 브레의 후임으로 영화제 의장이 되었다. 그의 재임 기간 동안 영화제는 필리핀, 중국, 쿠바, 호주, 인도, 뉴질랜드, 아르헨티나 등 더 많은 국가들의 영화를 포함시키기 시작했다. 1987년에는 영화제 역사상 처음으로 팔레 입구에 레드 카펫이 깔렸고, 1989년에는 첫 번째 시네마 & 자유(Cinéma & liberté) 포럼이 열려, 세계 각국에서 모인 100명의 감독들이 “전 세계에 여전히 존재하는 모든 형태의 검열에 반대한다”는 선언문에 서명했다.

### 1990년대부터 현재까지

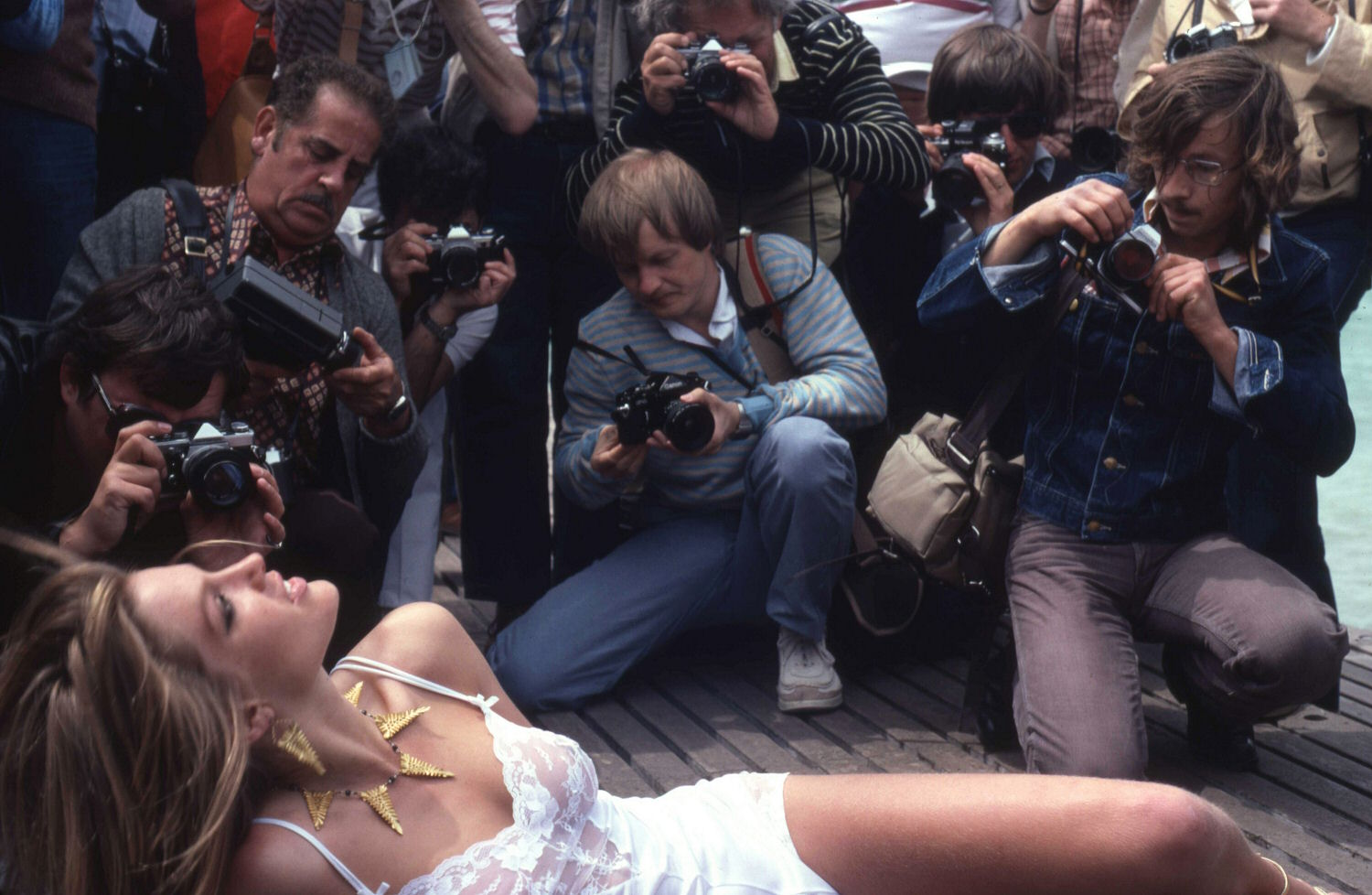
사진작가를 위해 포즈를 취하는 스타들은 칸 영화제 전통의 일부이다.

1998년, 질 자콥(Gilles Jacob)은 공식 선정 부문의 마지막 섹션인 시네퐁다시옹(la Cinéfondation)을 창설하였다. 이 부문의 목적은 전 세계 영화 작품 창작을 지원하고, 새로운 시나리오 작가들이 유명 인사들의 세계로 진입하는 데 기여하는 것이었다. 시네퐁다시옹은 2000년 라 레지당스(La Résidence)의 설립으로 완성되었으며, 이곳에서 젊은 감독들은 자신의 글쓰기와 시나리오 작업을 다듬을 수 있었다. 또한 2005년에는 매년 20명의 감독들이 자신의 영화 자금을 조달할 수 있도록 돕는 라트리에(L'Atelier)가 설립되었다. 질 자콥은 2000년 명예 의장으로 임명되었으며, 2002년에는 영화제가 공식적으로 Festival de Cannes(칸 영화제)라는 이름을 채택했다.
2000년대 들어 영화제는 영화계에서 일어나는 기술적 진보, 특히 디지털 기술에 더욱 주목하기 시작했다. 2004년에는 영화제의 복원된 역사적 영화들이 다큐멘터리를 포함하여 칸 클래식(Cannes Classics)이라는 이름으로 소개되었다. 2007년에는 티에리 프레모(Thierry Frémaux)가 총괄 집행위원으로 임명되었다. 2009년 그는 영화제를 부에노스아이레스로 확장하여 칸 영화주간(La Semana de Cine del Festival de Cannes)을 개최했고, 2010년에는 단편영화 경쟁 부문인 칸 쿠르 메트라쥬(Cannes Court Métrage)를 신설했다.
2020년 3월 20일, 주최 측은 코로나19 범유행으로 인해 2020년 칸 영화제의 연기를 발표하였고, 이후 영화제는 결국 전면 취소되었다. Do 똑바로 살아라와 블랙클랜스맨의 감독 스파이크 리가 심사위원장으로 예정되어 있었다. 2019년에는 버드맨의 감독 알레한드로 곤잘레스 이냐리투가 심사위원장을 맡았었다. 이후 스파이크 리는 2021년 7월 개최된 칸 영화제에서 심사위원장으로 다시 초대되었다.
2022년에는 영화제가 러시아-우크라이나 전쟁에 반대하지 않는 매체에 소속된 러시아 언론인들의 취재 승인을 거부하였다. 영화제 개막식 밤에는 우크라이나 대통령 볼로디미르 젤렌스키가 영상으로 등장하여 전쟁과 영화의 역할에 대해 연설하였다.
같은 해, 아이리스 크노블로흐(Iris Knobloch)가 영화제 최초의 여성 의장으로 선출되었으며, 이는 2014년부터 의장을 맡아온 프랑스 유료 방송사 카날+의 공동 창립자이자 전 대표 피에르 레스퀴르(Pierre Lescure)의 후임이었다. 또한, 팔레스타인 기자 파티마 하수나(Fatima Hassouna)는 자신의 작품이 영화제에서 상영되기 직전, 가족 10명과 함께 목숨을 잃었다.

## 프로그램
칸 영화제에는 여러 섹션이 존재한다.
- 공식 섹션 - 영화제의 주요 행사
  - 경쟁부문 - 20여편의 초정작이 황금종려상을 두고 경쟁한다. 뤼미에르 극장(Théâtre Lumière)에서 상영된다.
  - 주목할만한 시선 - 다양한 지역과 문화의 독창적이고 색다른 20편이 출품된다. 경쟁부문에 오르지 못한 영화가 초청된다. 드뷔시 극장(Salle Debussy)에서 상영된다.
  - 비경쟁부문 - 경쟁부문과 같이 뤼미에르 극장에서 상영되지만 상을 놓고 경쟁은 하지 않는다.
  - 특별상영
  - 시네파운데이션 - 학생 작품이 초청된다.
  - 단편영화 - 경쟁부문과 마찬가지로 상을 놓고 경쟁한다. 대상작품은 단편작품이다.

- 병행 섹션 - 비경쟁 프로그램으로 영화의 다른 측면을 발견하기 위해 만들어짐
  - 칸 클래식
  - 황금카메라

- 그 외 섹션 - 영화제 기간 동안 외부 단체들이 제작
  - 감독주간
  - 국제비평가주간

- 행사
  - Marché du Film - 필름마켓

## 상

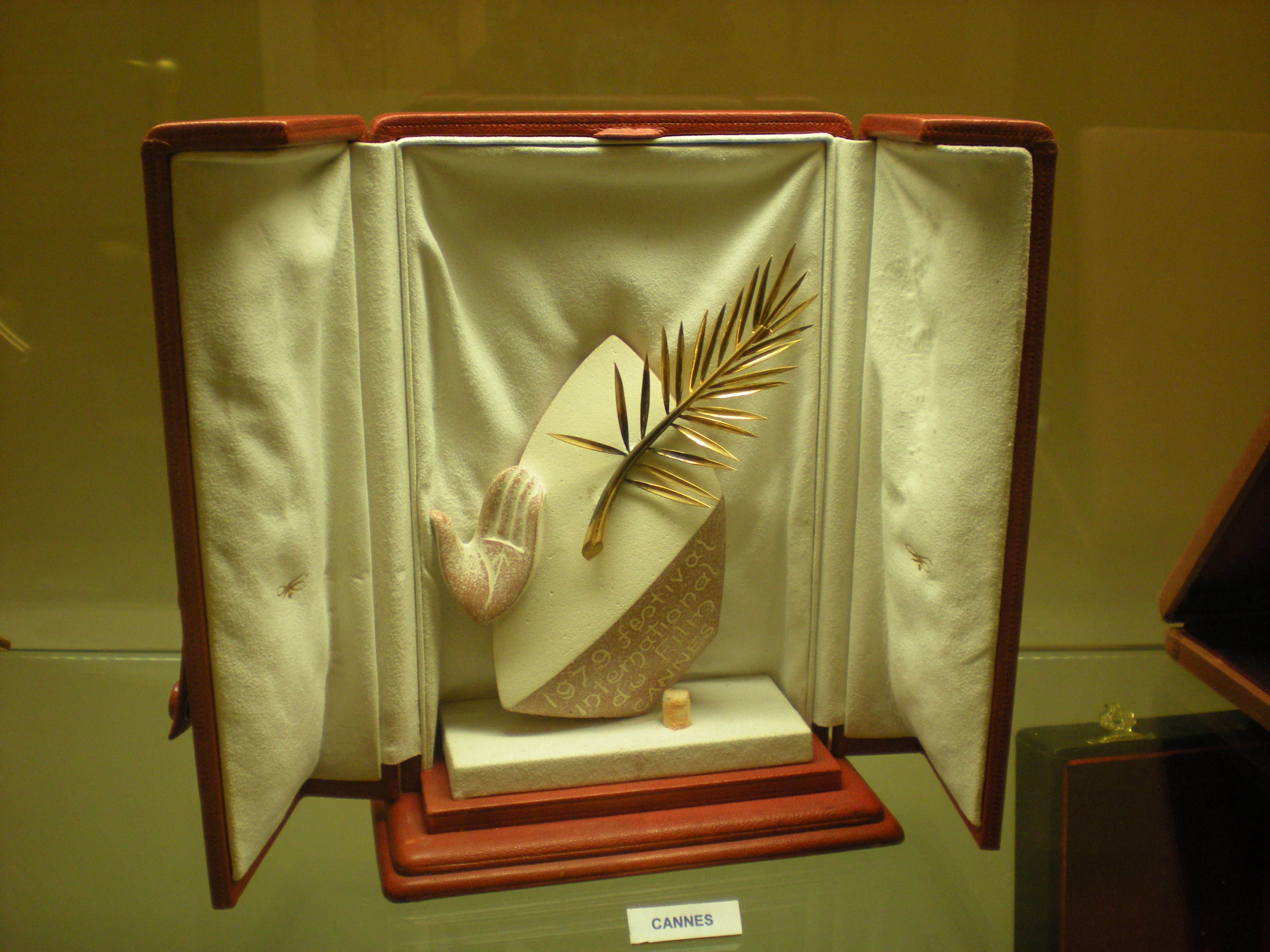
1979년 칸 영화제에서 《지옥의 묵시록》에게 시상된 황금종려상

최고상은 《황금 종려상》(Palme d'Or, Golden Palm)라고 하며, 20개 내외의 후보작 중에서 선정된다. 두 개 이상의 작품이 선정된 해도 있다. 처음에는 최고상을 "GP"(Grand Prix du Festival International du Film 국제 영화제 그랑프리)라고 했었는데, 1955년에 트로피 모양을 딴 "황금 종려"를 정식 명칭으로 "그랑프리" 상으로 삼았다. 1965년 최고 상품의 정식 명칭을 "GP"로 변경했다가, 1975년 다시 "황금 종려"라고 변경했다. 오랫동안 칸느에서 "그랑프리"는 최고상의 정식 명칭 또는 별칭이었지만, 1990년 심사위원 특별상(Grand Prix Spécial du Jury)에 "그랑프리"라는 이름을 사용하여 혼란을 초래했다.
심사 위원은 유명 영화인과 문인으로 구성되어 있으며, 부문별로 심사 위원들이 다르다.
- 경쟁부문
  - 황금종려상 (Palme d'Or / Golden Palm) : 최우수 작품상
  - 심사위원대상 (Grand Prix / Grand Prize of the Festival) : 2등 작품상
  - 심사위원상 (Prix du Jury / Jury Prize) : 3등 작품상
  - 감독상 (Prix de la mise en scène / Best Director)
  - 남자배우상 (Prix d'interprétation masculine / Best Actor): 주, 조연을 구분 짓지 않으며 영화 내 모든 출연진이 수상 자격이 있다. 남성 출연진 전체에게도 수상 가능하다.
  - 여자배우상 (Prix d'interprétation féminine / Best Actress): 주, 조연을 구분 짓지 않으며 영화 내 모든 출연진이 수상 자격이 있다. 여성 출연진 전체에게도 수상 가능하다.
  - 각본상 (Prix du scénario / Best Screenplay)

- 단편 경쟁부문
  - 단편 황금종려상 (Palme d'Or du court métrage / Best Short Film)

- 주목할 만한 시선
  - 대상 (Prix Un Certain Regard)
  - 심사위원상
  - 감독상
  - 배우상
  - 각본상

- FIPRESCI상 : 국제영화비평가연맹에서 시상
- 황금카메라상 : 최고의 데뷔 영화
- 시네파운데이션상 : 학생 영화
- 퀴어종려상
- 유럽영화상
- 벌칸상
- 개종려상
- 트로페 쇼파르

## 한국어 영화 수상 목록
| 연도   | 작품            | 감독              | 부문            | 상                             |
| ------ | --------------- | ----------------- | --------------- | ------------------------------ |
| 1999년 | 《소풍》        | 송일곤            | 단편 경쟁부문   | 심사위원대상                   |
| 2002년 | 《취화선》      | 임권택            | 경쟁부문        | 감독상                         |
| 2004년 | 《올드보이》    | 박찬욱            | 경쟁부문        | 심사위원대상                   |
| 2005년 | 《주먹이 운다》 | 류승완            | 감독 주간       | 국제영화비평가연맹(FIPRESCI)상 |
| 2005년 | 《망종》        | 장률              | 비평가 주간     | 프랑스독립영화배급협회(ACID)상 |
| 2007년 | 《밀양》        | 이창동            | 경쟁부문        | 여우주연상 (전도연)            |
| 2007년 | 《만남》        | 홍성훈            | 시네파운데이션  | 3등상                          |
| 2008년 | 《스탑》        | 박재옥            | 시네파운데이션  | 3등상                          |
| 2009년 | 《박쥐》        | 박찬욱            | 경쟁부문        | 심사위원상                     |
| 2009년 | 《남매의 집》   | 조성희            | 시네파운데이션  | 3등상                          |
| 2010년 | 《시》          | 이창동            | 경쟁부문        | 각본상                         |
| 2010년 | 《하하하》      | 홍상수            | 주목할만한 시선 | 대상                           |
| 2011년 | 《아리랑》      | 김기덕            | 주목할만한 시선 | 대상                           |
| 2011년 | 《야간비행》    | 손태겸            | 시네파운데이션  | 3등상                          |
| 2013년 | 《세이프》      | 문병곤            | 단편 경쟁부문   | 황금종려상                     |
| 2016년 | 《아가씨》      | 박찬욱            | 경쟁부문        | 벌칸상 (류성희 미술감독)       |
| 2018년 | 《버닝》        | 이창동            | 경쟁부문        | 국제영화비평가연맹(FIPRESCI)상 |
| 2018년 | 《버닝》        | 이창동            | 경쟁부문        | 벌칸상 (신점희 미술감독)       |
| 2019년 | 《기생충》      | 봉준호            | 경쟁부문        | 황금종려상                     |
| 2022년 | 《헤어질 결심》 | 박찬욱            | 경쟁부분        | 감독상                         |
| 2022년 | 《브로커》      | 고레에다 히로카즈 | 경쟁부분        | 남우주연상 (송강호)            |
| 2023년 | 《홀》          | 황혜인            | 시네파운데이션  | 2등상                          |

## 역대 영화제
- 1947
- 1948
- 1949
- 1950
- 1951
- 1952
- 1953
- 1954
- 1955
- 1956
- 1957
- 1958
- 1959
- 1960
- 1961
- 1962
- 1963
- 1964
- 1965
- 1966
- 1967
- 1968
- 1969
- 1970
- 1971
- 1972
- 1973
- 1974
- 1975
- 1976
- 1977
- 1978
- 1979
- 1980
- 1981
- 1982
- 1983
- 1984
- 1985
- 1986
- 1987
- 1988
- 1989
- 1990
- 1991
- 1992
- 1993
- 1994
- 1995
- 1996
- 1997
- 1998
- 1999
- 2000
- 2001
- 2002
- 2003
- 2004
- 2005
- 2006
- 2007
- 2008
- 2009
- 2010
- 2011
- 2012
- 2013
- 2014
- 2015
- 2016
- 2017
- 2018
- 2019
- 2020
- 2021
- 2022
- 2023
- 2024
- 2025

## 같이 보기
- 베니스 영화제
- 베를린 영화제